# Shirburn Castle

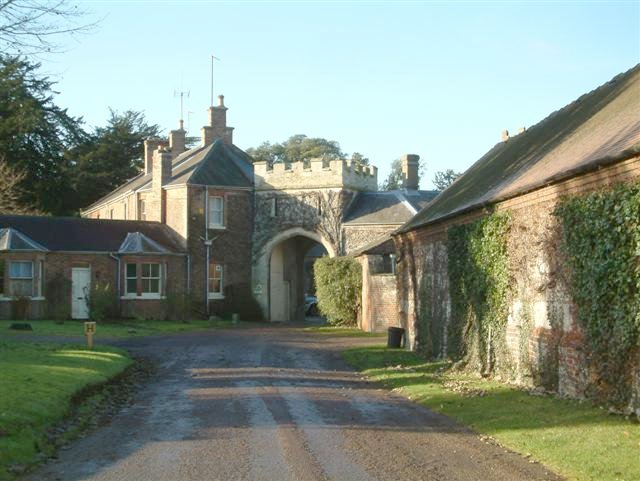
Torhaus von Shirburn Castle

Shirburn Castle ist ein Landhaus und eine frühere Burg im Dorf Shirburn, etwa 10 km südlich des Marktes Thame in der englischen Grafschaft Oxfordshire. Die Burg aus dem 14. Jahrhundert war der Sitz der Earls of Macclesfield.

## Geschichte
Die Burg entwarf vermutlich Henry Yevele für Warin de Lisle im Jahre 1377.
1716 kaufte sie Thomas Parker, 1. Earl of Macclesfield, ließ sie umbauen und richtete eine große Bibliothek ein. Sein Sohn, George Parker, 2. Earl of Macclesfield (ca. 1695–1764), ein berühmter Astronom, machte die meisten seiner astronomischen Beobachtungen auf Shirburn Castle. Er ließ ein Observatorium und ein chemisches Labor einbauen, die er ab 1740 nutzte. 1761 beobachtete der Astronom Thomas Hornsby den Venustransit vom Gelände von Shirburn Castle aus. Allerdings wurde das Observatorium später abgerissen.
Um 1830 wurde die Burg zu einem Landhaus umgebaut. Es wurden ein Salon und eine Bibliothek auf der Nordseite angebaut und die alte Bibliothek in einen Billardraum umgebaut. Das alte Speisezimmer auf der Ostseite wurden zu einem Schlaf- und Ankleideraum. 1873 wurde im Nordwestturm ein Raucherzimmer eingerichtet.
Das Macclesfield Psalter wurde 2004 in Shirburn Castle entdeckt, als der Inhalt der Bibliothek für eine Auktion katalogisiert wurde.
Heute gehört das Anwesen der Beechwood Estates Company, die die Ländereien der Earls of Macclesfield verwaltet. Nach einer langen, bitteren Schlacht vor Gericht wurde Richard Parker, 9. Earl of Macclesfield Ende 2004 des Familiensitzes verwiesen.

## Bau
Die Burg hat einen quadratischen Grundriss und vier runde Ecktürme. Sie ist aus Ziegeln erbaut und gehört damit zu den frühesten Ziegelbauten in Oxfordshire. Die Mitte der Westfassade, ein hoher Eingangsturm, ist mit Kreide und Kalkstein verkleidet. Er wird von ursprünglich zweistöckigen Seitenflügeln flankiert, die im 18. Jahrhundert auf drei Stockwerke aufgestockt wurden. Eine Zugbrücke führt zur Eingangstreppe aus dem 19. Jahrhundert.
Ursprünglich wurde die Burg im frühen Perpendicular-Stil (englische Gotik) erstellt. Später wurde sie im georgianischen Stil umgestaltet. Anfang des 19. Jahrhunderts erfolgte dann eine erneute Umgestaltung im Stil der Neugotik.

## In Fernsehen
Shirburn Castle diente als Sitz der Familie Balcombe in der Episode „Happy Families“ der Fernsehserie Inspektor Morse, Mordkommission Oxford. Dort wurden die Außenaufnahmen gedreht. Außerdem war das Anwesen als Midsomer Priory in der Fernsehserie Inspector Barnaby zu sehen.